# Yves Préfontaine
Pour les articles homonymes, voir Préfontaine.
Yves Préfontaine (né à Montréal le 1er février 1937 et mort dans la même ville le 31 mars 2019) est un écrivain québécois.

## Biographie
Yves Préfontaine publie ses premiers poèmes dès l'âge de 15 ans. Intéressé par la radio, il devient, à 18 ans, animateur d'émissions à Radio-Canada. Son succès lui permet d'animer pour la télévision une série de 14 émissions sur le jazz avec Oscar Peterson. 
En 1959, il est l'un des membres fondateurs des revues Situations et Le Québec libre. Ultérieurement, il se joint au comité de direction de la revue Liberté, dont il sera rédacteur en chef de 1961 à 1962. En parallèle, il est un collaborateur régulier de journaux (Le Devoir, La Presse, Le Nouveau Journal), ainsi que de plusieurs revues, dont La Barre du jour, Mœbius et Maintenant. 
Après l'obtention d'une maîtrise en anthropologie de l'Université de Montréal, il vit à Paris de 1966 à 1970 pour y poursuivre un doctorat en sociologie à l'École pratique des hautes études. De retour au Québec, il enseigne un temps à l'Université McGill, puis occupe différents postes, dont celui de chef de cabinet de Camille Laurin à partir de 1978, au ministère des Communications du Québec, et travaille aux Affaires publiques de Radio-Canada. Plus tard, il est directeur de cabinet du ministre d'État au développement culturel et professeur au Département des communications de l'Université du Québec à Montréal.
En 1968, il est lauréat du prix Jean-Hamelin pour Pays sans parole et, en 1990, du prix Québec-Paris pour son recueil Parole tenue : poèmes 1954-1985. En 2000, il remporte le prix Félix-Antoine-Savard de poésie pour la suite (non titrée), publiée dans le numéro 19 de la revue Exit. 
Ses poèmes sont traduits en anglais, espagnol, hongrois, italien, roumain et croate.
Le fonds d’archives Yves Préfontaine est conservé au centre d’archives de Montréal de Bibliothèque et des Archives nationales du Québec.

## Œuvre

### Poésie
- Boréal (1957)
- Les Temples effondrés (1957)
- L'Antre du poème (1960)
- Pays sans parole (1967)
- Le Grainier (1969)
- Débâcle, suivi de À l'orée des travaux (1970)
- Nuaison (1981)
- Le Désert maintenant (1987) ; réédition en France aux éditions Le Temps des cerises en 2008
- Les chemins perdus quelque part se confondent (1987)
- Parole tenue : poèmes 1954-1985 (1990), anthologie
- Être, aimer, tuer (2001)
- Les mots tremblent (2008)
- Terre d'alerte (2009)

### Autres publications
- Visages d'Edgard Varèse (1959), en collaboration avec Serge Garant, Marcel Blouin, Jean Vallerand, François Morel et Gilles Tremblay
- Émergences du silence (1989), anthologie de poésie actuelle

## Honneurs
- 1968 - Prix Jean-Hamelin, Pays sans parole
- 1990 - Prix Québec-Paris, Parole tenue, poèmes 1954-1985
- 2000 - Prix Félix-Antoine-Savard